# Побег с Фионой
Побег с Фионой — американский драматический фильм режиссёра Марка Друри Тейлора. Главные роли в фильме исполнили: Дженна Ортега, Мартин Мартинес и Дэвид Аркетт.

## Сюжет
Фильм рассказывает о цирковой слонихе Фионе, которую из-за старости владелец цирка Генри собирается усыпить, однако его дочь с помощью соцсети помогает собрать денег для Фионы. Спасение Флоры (дословный перевод названия фильма) и точка.

## В ролях
- Дженна Ортега в роли Доун
- Мартин Мартинес в роли Себастьяна
- Дэвид Аркетт в роли Генри
- Леонор Варела в роли Изабеллы
- Гален Ховард в роли Боба
- Терри Мур в роли Сильвии
- Реа Перлман в роли Габриэллы

## Производство
Фильм был снят за 21 день в Лос-Анджелесе.
В фильме был задействован реальный слон по имени Тай, которому на момент съёмок было 50 лет. Американская организация PETA выступила против фильма и режиссёра, отметив что слона эксплуатировали и обучили в мучительных условиях, задав попутно вопрос о том, что слона можно было бы заменить компьютерной графикой, ответа от режиссёров и продюсеров так и не последовало.

## Критика

### Сборы
Фильм собрал в прокате чуть больше 147 тысяч долларов.

### Отзывы
Немецкий сайт kinderfilmwelt оценил его на 3 балла из 5 отметив что в фильме несмотря на отсутствие большого количества действия и «преувеличенной» драмы, а также присутствие «смешных, чем угрожающих» персонажей охотников, фильм все равно это компенсирует это «симпатичным» актёрским составом и счастливым финалом.

### Награды и номинации
Премьера фильма состоялась 19 октября на Southampton International Film Festival в Великобритании, где он получил награду за лучший полнометражный фильм. А также 5 различных номинаций, на две из которых был номинирован режиссёр. Фильм также получил награду Twin Cities Film Fest в категории «инди взгляд — дебютный режиссёр».